# Tonight I'm Yours
Tonight I'm Yours è l'undicesimo album di Rod Stewart, pubblicato nel 1981 dalla Warner Bros.

## Tracce
1. Tonight I'm Yours (Don't Hurt Me) (Rod Stewart, Jim Cregan, Kevin Savigar) – 4:09
2. How Long  (Paul Carrack) – 4:12
3. Tora, Tora, Tora (Out With The Boys) (Stewart) – 4:29
4. Tear it Up (Dorsey Burnette, Johnny Burnette) – 2:29
5. Only a Boy (Stewart, Cregan, Kevin Savigar) – 4:09
6. Just Like a Woman (Bob Dylan) – 3:55
7. Jealous (Stewart, Carmine Appice, Jay Davis, Danny Johnson) – 4:30
8. Sonny (Stewart, Cregan, Savigar, Bernie Taupin) – 4:01
9. Young Turks (Stewart, Appice, Duane Hitchings, Savigar) – 4:56
10. Never Give Up on a Dream (Stewart, Cregan, Taupin) – 4:20

## Musicisti
- Rod Stewart - voce
- Jim Cregan - chitarra
- Jeff Baxter - chitarra
- Robin Le Mesurier - chitarra
- Danny Johnson - chitarra
- Byron Berline - fiddle
- Jimmy Zavala - armonica a bocca, sassofono
- Kevin Savigar - tastiere
- Duane Hitchings - tastiera
- Jay Davis - basso
- Carmine Appice - batteria
- Tony Brock - percussioni
- Paulinho da Costa - percussioni

## Classifiche

### Classifiche settimanali
| Classifica (1981/82) | Posizione massima |
| -------------------- | ----------------- |
| Australia            | 11                |
| Canada               | 1                 |
| Francia              | 16                |
| Germania             | 42                |
| Italia               | 17                |
| Norvegia             | 20                |
| Nuova Zelanda        | 4                 |
| Paesi Bassi          | 12                |
| Regno Unito          | 8                 |
| Stati Uniti          | 11                |
| Svezia               | 2                 |

### Classifiche di fine anno
| Classifica (1981) | Posizione |
| ----------------- | --------- |
| Italia            | 59        |
| Regno Unito       | 46        |
| Classifica (1982) | Posizione |
| Australia         | 36        |
| Canada            | 16        |
| Stati Uniti       | 47        |